# Morąg
Morąg  – miasto w północnej Polsce, w woj. warmińsko-mazurskim, w powiecie ostródzkim. Siedziba gminy miejsko-wiejskiej Morąg.
Według danych GUS z 1 stycznia 2024 r. miasto liczyło 12 757 mieszkańców.
Morąg leży na terenie krainy historycznej Prusy Górne (zachodnia część dawnych Prus Książęcych) oraz na terenie dawnej pruskiej Pogezanii (znanej też jako Hockerlandia). W okresie PRL bywał zaliczany do szeroko rozumianego Powiśla. W latach 1752-1975 siedziba powiatu morąskiego. W latach 1975–1998 miasto administracyjnie należało do woj. olsztyńskiego.
Od północnego wschodu Morąg graniczy z jeziorem Skiertąg, z południowego zachodu znajduje się tzw. „Rozlewisko Morąskie” z ostoją ptactwa wodnego. Gniazduje na niej około 150 gatunków ptaków, w tym między innymi: kania rdzawa, kania czarna, orlik krzykliwy, trzmielojad, błotniak zbożowy, bielik, krogulec i kobuz.

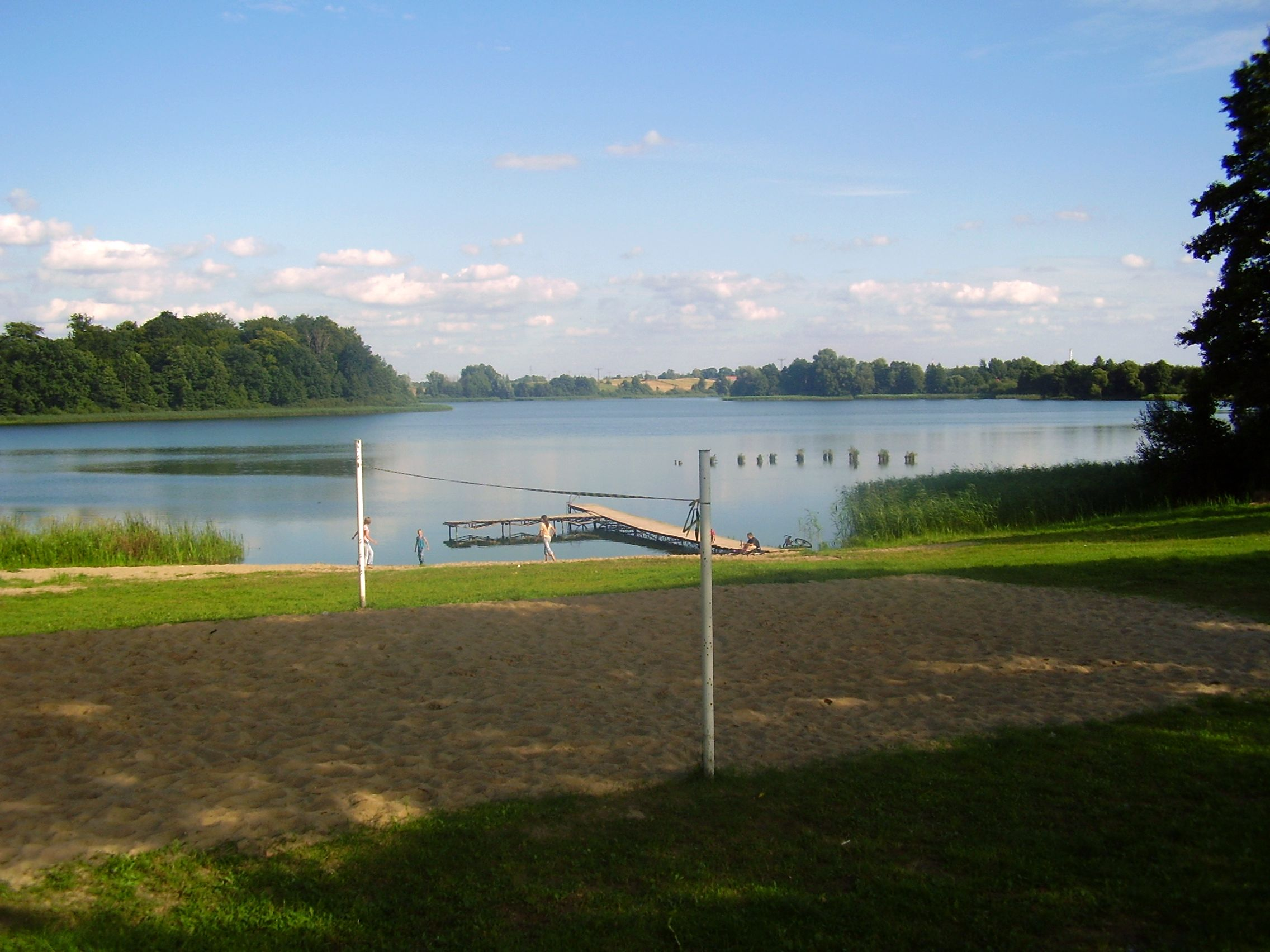
Jezioro Skiertąg

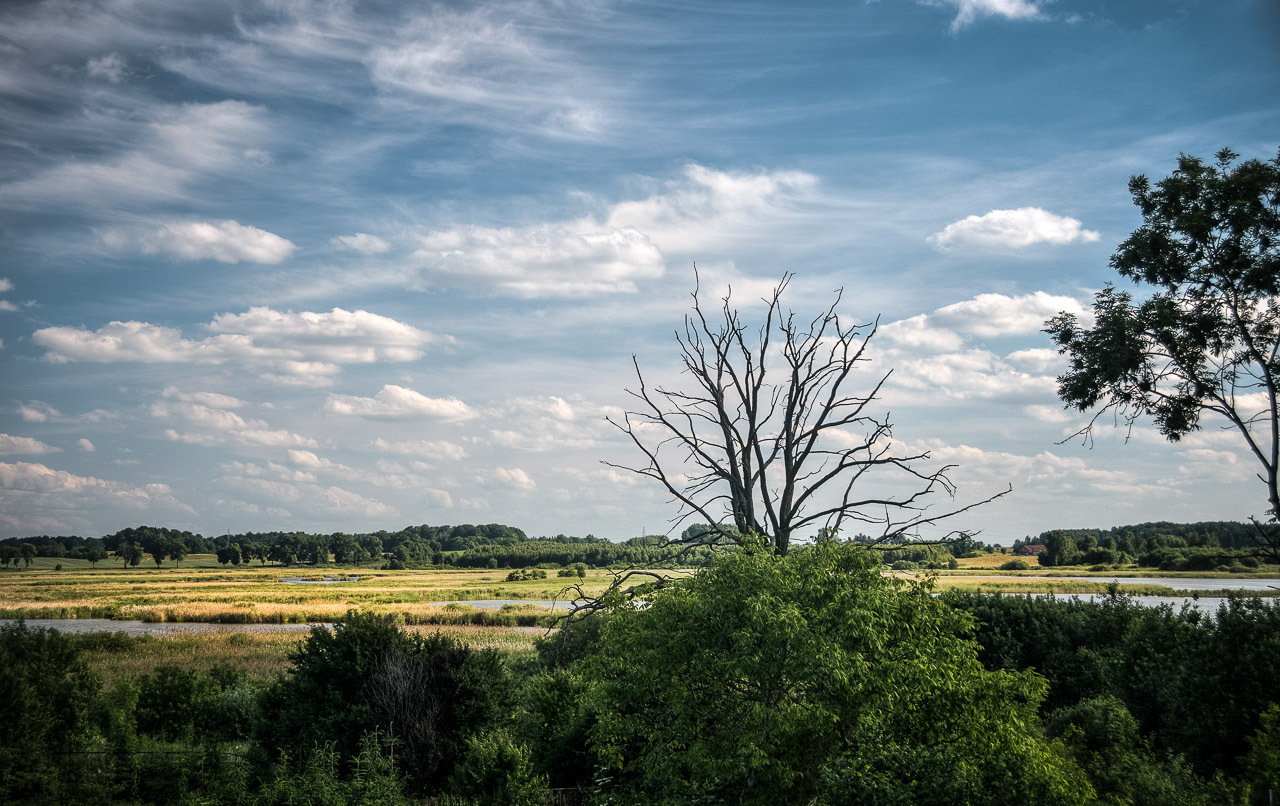
Rozlewisko Morąg

## Nazwa miasta

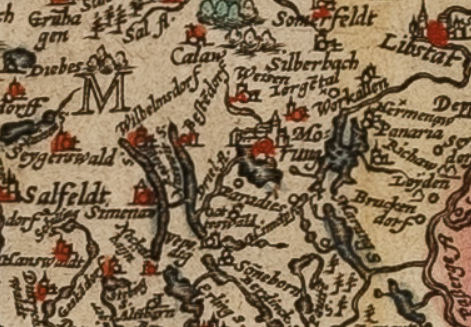
Morąg na mapie z 1584 roku

Nazwa miasta w dokumentach, począwszy od średniowiecza, zapisywana była różnie: Moring, Moringen, Merinck, Maronis, Marung, Morung, Morungen, Mohrungen (ostatnia nazwa obowiązywała do 1945).
Według Andrzeja Wakara nazwa ta jest pochodzenia pruskiego i wywodzi się od pruskiej nazwy Jeziora Morąskiego: Mawrin, Maurin lub Morina (taką interpretację sformułował anonimowy autor dodatku do kroniki Piotra z Dusburga). Za hipotezą, że nazwa miasta jest pochodzenia pruskiego przemawia również sufiks „-ąg” (niem. – ung, -ungen) występujący w nazwach pochodzenia pruskiego, np. Elbląg, Bartąg, Wadąg, Skiertąg i inne (por. podobieństwo nazwy położonego ok. 10 km na wschód jeziora Marąg i rzeki o tej samej nazwie).
Według dawniejszej niemieckiej historiografii nazwa była przeniesieniem identycznej nazwy miasta Morungen (dawniej Mohrungen) leżącego na pograniczu Saksonii i Turyngii (obecnie dzielnica Sangerhausen w landzie Saksonia-Anhalt). Z miasta tego pochodził słynny średniowieczny minnesänger Heinrich von Morungen. Nazwę tę mieliby przenieść pierwsi mieszkańcy miasta, którzy przybyli z południowego Harzu. Takie wyjaśnienie podał w swojej monografii o Prusach Górnych historyk Adolf Bötticher, od 1891 roku konserwator zabytków prowincji Prusy Wschodnie. Tak również twierdził Arthur Weyde – burmistrz i autor niemieckiej monografii Morąga. Chociaż nie udało się potwierdzić w źródłach, że osadnictwo na tereny Prus Górnych kierowano w wieku XIII i XIV właśnie z rejonów Harzu, to w obu regionach posługiwano się podobnym dialektem środkowoniemieckim. Nadawanie nazw nowym miejscom na wzór starych przez niemieckich osadników było częstym zwyczajem, podobne pochodzenia miały inne miasta Prus Górnych, np. Ostróda (od Osterode am Harz), Miłakowo (od Liebstadt) czy Zalewo (od Saalfeld/Saale).
Obecna nazwa została administracyjnie zatwierdzona 7 maja 1946.

## Historia

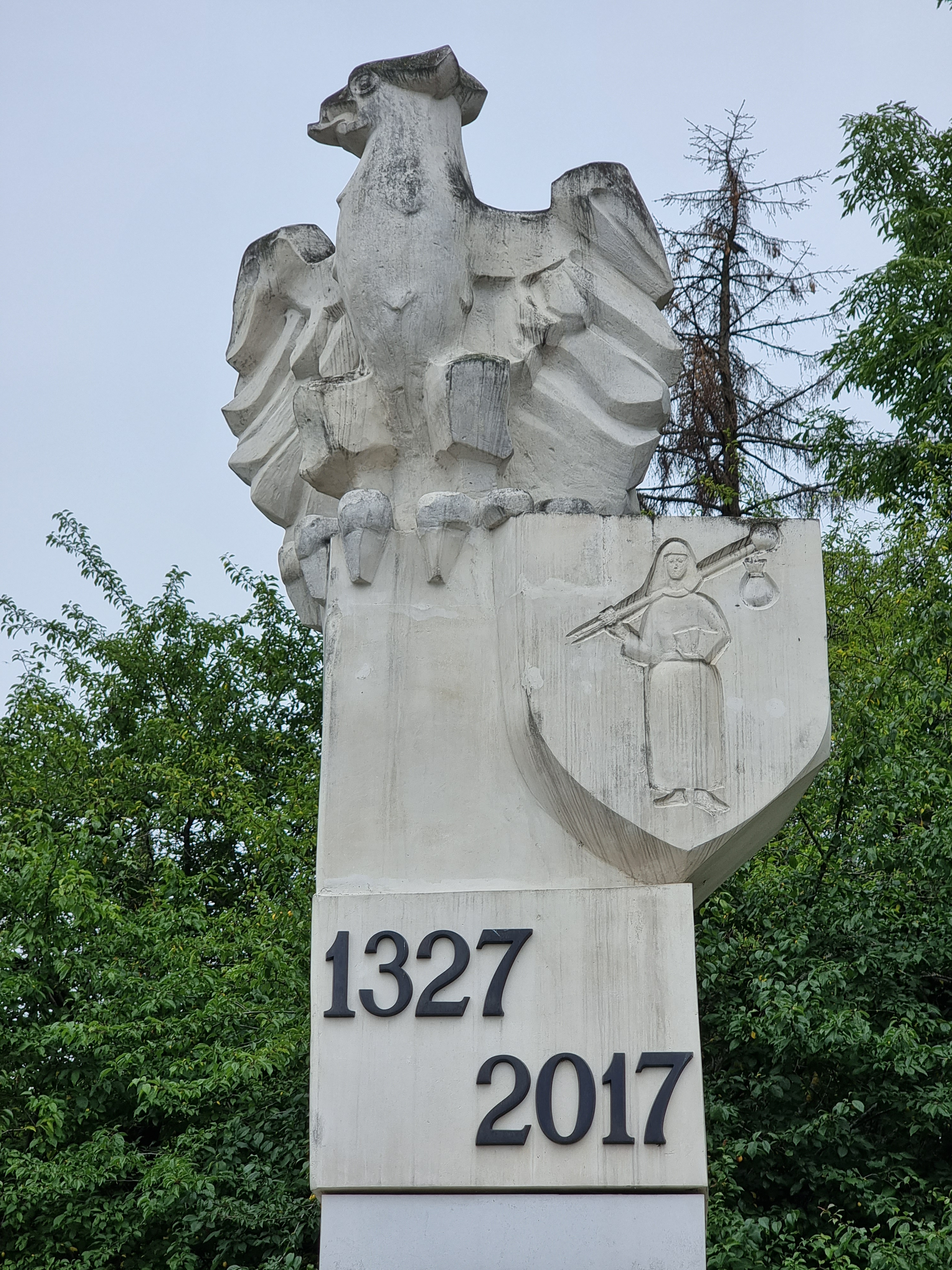
Pomnik upamiętniający nadanie praw miejskich

Teren Prus Górnych zamieszkiwany przez pruskie plemiona Pogezanów i Pomezanów był pierwszą częścią Prus zajętych w XIII wieku przez Zakon krzyżacki wspierany przez książąt i rycerzy polskich, głównie z Mazowsza i Pomorza. Na mocy układu w Dzierzgoniu z 1249 tereny aż po rzekę Pasłękę stały się częścią Państwa zakonnego. Późniejszy rejon morąski podlegał komturii w Elblągu.
Około 1280 komturzy elbląscy rozpoczęli tu budowę drewnianej strażnicy, nad osuszonym później Jeziorem Morąskim. Zamek wzniesiono prawdopodobnie na miejscu dawnej pruskiej osady. Zamek ten stał się z czasem siedzibą urzędników Zakonu – wójtów morąskich.

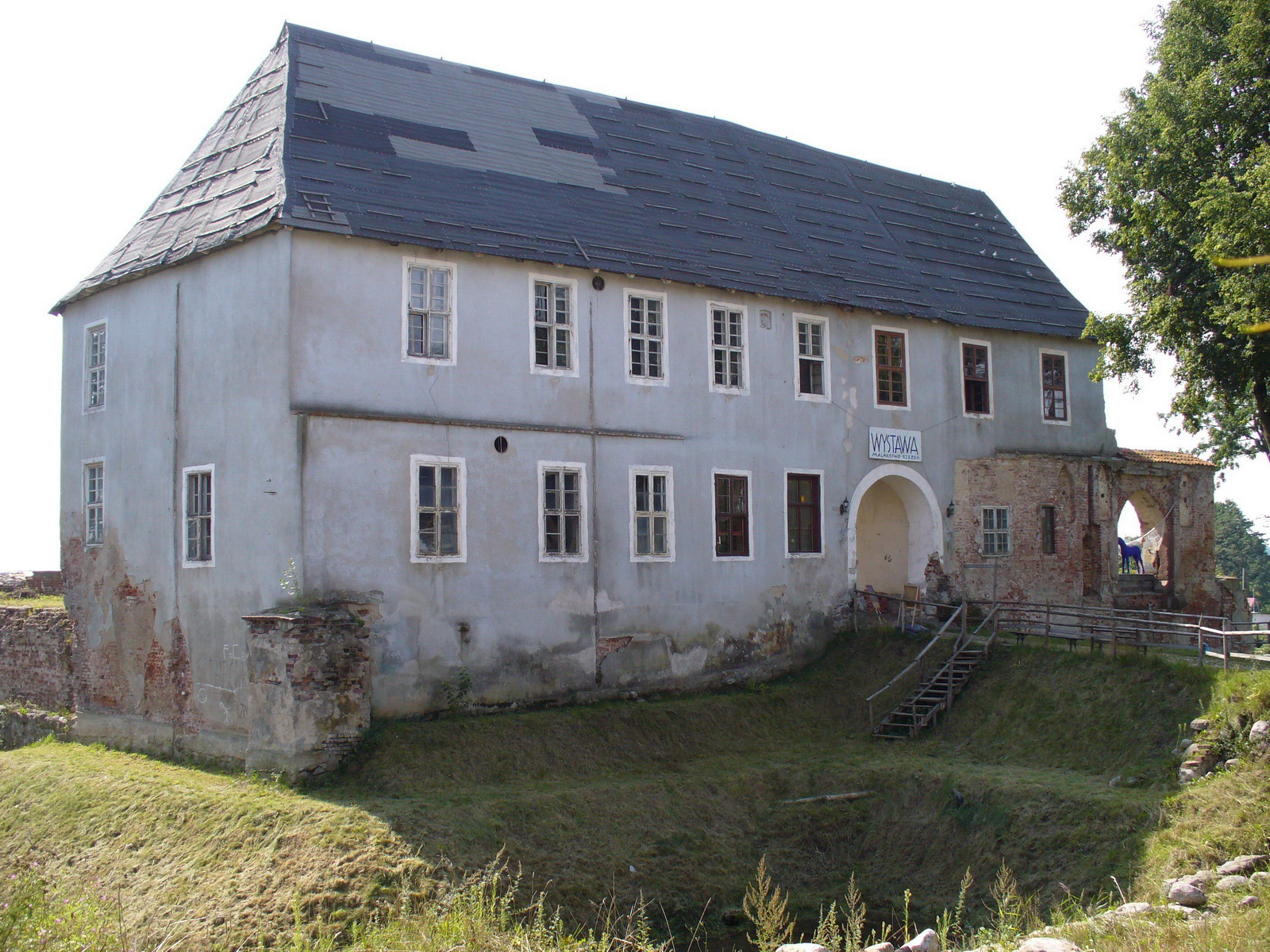
Zachowane przebudowane skrzydło zamku krzyżackiego (XIV w.)

W 1327 komtur elbląski Hermann von Öttingen w pobliżu zamku założył na prawie chełmińskim miasto Morąg. Nowe miasto otrzymało 108 łanów, a zasadźcą i pierwszym sołtysem został Piotr Sumpf (Peter von Sumpf). Miasto ulokowano w dogodnych warunkach terenowych, ułatwiających obronę. Od strony południowej dostępu broniło Jezioro Morąskie (obecnie Rozlewisko Morąskie), od zachodu – strumień zwany Młyńskim, od strony północnej znajdował się Staw Młyński, natomiast ze strony wschodniej wykopano dwa rowy wypełnione wodą. Na przełomie XIV i XV wieku miasto otoczono murami, w murach znajdowały się trzy bramy: ostródzka (wschodnia), pasłęcka (zachodnia). Miasto zbudowano na planie czworokąta. Od szczytu południowo-wschodniego stanął kościół parafialny pod wezwaniem św. Piotra i Pawła wraz z okazałą wieżą. Budowę kościoła zakończono w 1331, w 1370 drewnianą strażnicę przebudowano w murowaną twierdzę. Na środku rynku zbudowano ratusz (gotycki, najprawdopodobniej już w XV w.).
W 1410 Morąg został zajęty przez wojska Władysława Jagiełły, które spod Grunwaldu kierowały się na Malbork. W czasie wojny polsko-krzyżackiej (nazywanej „głodową”), w 1414 miasto zostało spalone. Od 1440 Morąg był członkiem antykrzyżackiego Związku Pruskiego. W 1454 Związek Pruski wypowiedział posłuszeństwo Zakonowi i poddał Prusy królowi polskiemu. Związkowcy opanowali zamek w Morągu przed 22 lutego 1454, a w czerwcu tego roku w Elblągu miasto złożyło hołd Kazimierzowi Jagiellończykowi. Jednak w 1461 miasto zajęte zostało przez wojska Zakonu.
Po wojnie trzynastoletniej, od 1466, miasto pozostało w Prusach Zakonnych, które stanowiły lenno i część Królestwa Polskiego. W 1470 w Morągu (prawdopodobnie na morąskim zamku) zmarł wielki mistrz zakonu krzyżackiego Henryk VI Reuss von Plauen.

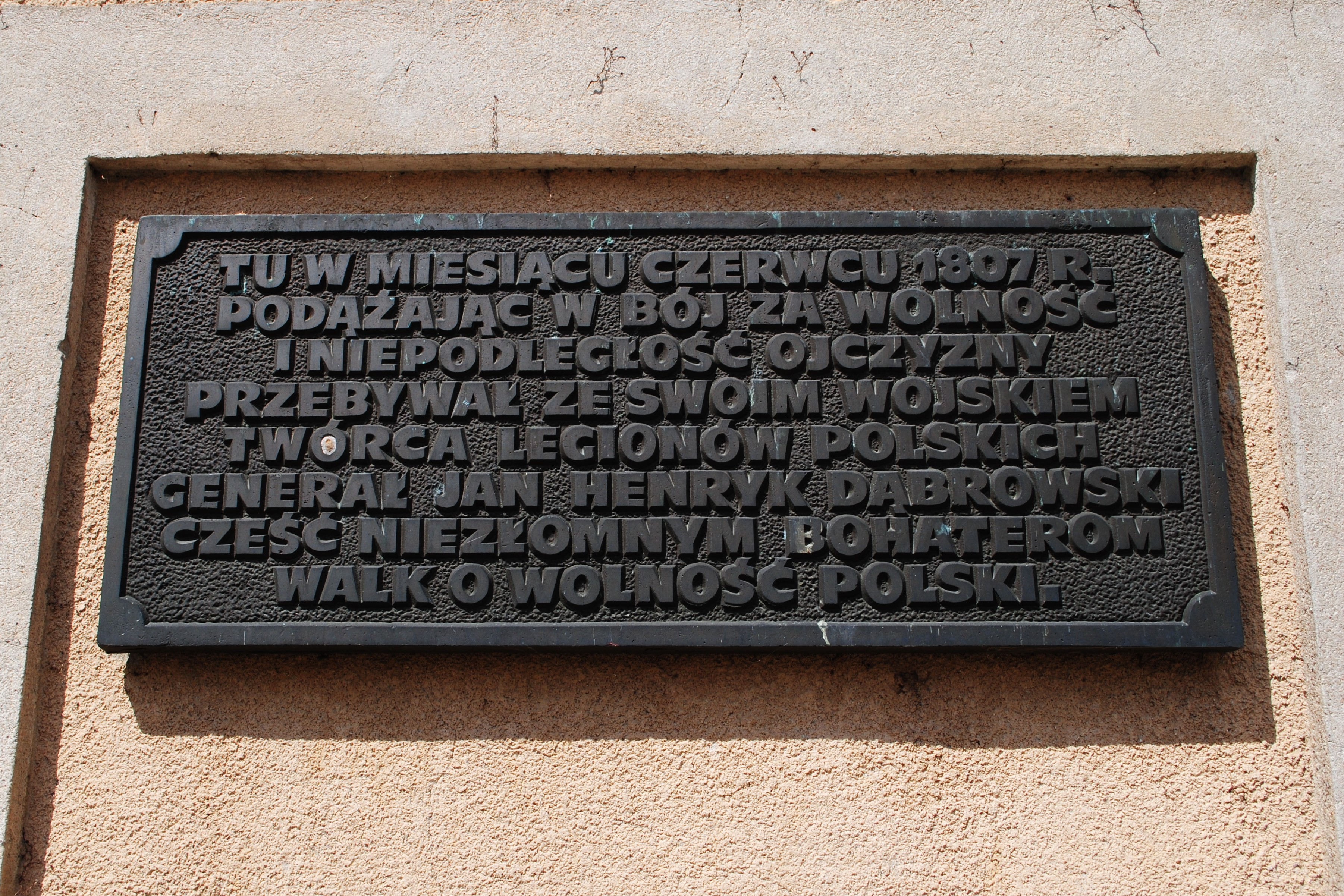
Tablica upamiętniająca pobyt Jana Henryka Dąbrowskiego w Morągu

Po sekularyzacji w 1525 Morąg należał do Prus Książęcych, które do 1657 stanowiły lenno Polski. Znajdował się na terenie okręgu górnopruskiego (oberlandzkiego), który powstał z połączenia komturii elbląskiej, ostródzkiej i dzierzgońskiej. Po zniesieniu urzędu wójtów krzyżackich, od 1525, Morąg był siedzibą starosty książęcego (sprawował władzę administracyjną nad powiatami Morąg i Miłakowo). Zamek krzyżacki został wtedy częściowo rozebrany, a pozyskane w ten sposób materiały zostały wykorzystane do budowy pałacu Dohnów. Miasto przez następne stulecia należało do państwa pruskiego. Podczas wojny polsko-szwedzkiej (1626–1629), pod Morągiem Szwedzi zatrzymali około 2 tys. żołnierzy elektora brandeburskiego, którzy zostali wysłani w celu pomocy dla polskiego króla. W XVII w. w czasie przemarszu wojsk szwedzkich miasto poniosło znaczne straty. W 1656 żołnierze szwedzcy w celach rabunkowych rozbijali nawet trumny, grabiąc kosztowności i odzież ze zwłok. Także pożar z 1697 przyniósł zniszczenia, m.in. częściowo zniszczony został ratusz i zameczek Dohnów, w 1754 spłonęło Polskie Przedmieście. Odbudowa miasta zajęła około 50 lat. Do XVIII w. w Morągu i okolicach nabożeństwa były odprawiane w języku polskim. W latach 1758–1762 Morąg był okupowany przez wojska rosyjskie. W 1807 miasto zajęły wojska Napoleona, stacjonował tu marszałek Bernadotte, który stoczył tutaj bitwę z Rosjanami. Według legendy podczas ataku pruskiej konnicy uniknął schwytania chowając się w stogu siana. W dniach 9-10 czerwca 1807 r. w mieście stacjonowała polska dywizja generała Jana Henryka Dąbrowskiego. Wojska napoleońskie ponownie przeszły przez miasto w 1812. Wtedy też doszło do zatargu mieszczan z żołnierzami armii francuskiej (napoleoński marszałek pisemnie domagał się ukarania winnych mieszczan, grożąc zniszczeniem miasta). Pożary z lat 1822, 1848, 1858 i 1868 poczyniły mniejsze lub większe zniszczenia w Morągu. W 1832 po upadku powstania listopadowego w Morągu kwaterowało dwóch polskich oficerów, 36 podoficerów, 28 żołnierzy i lekarz wojskowy.

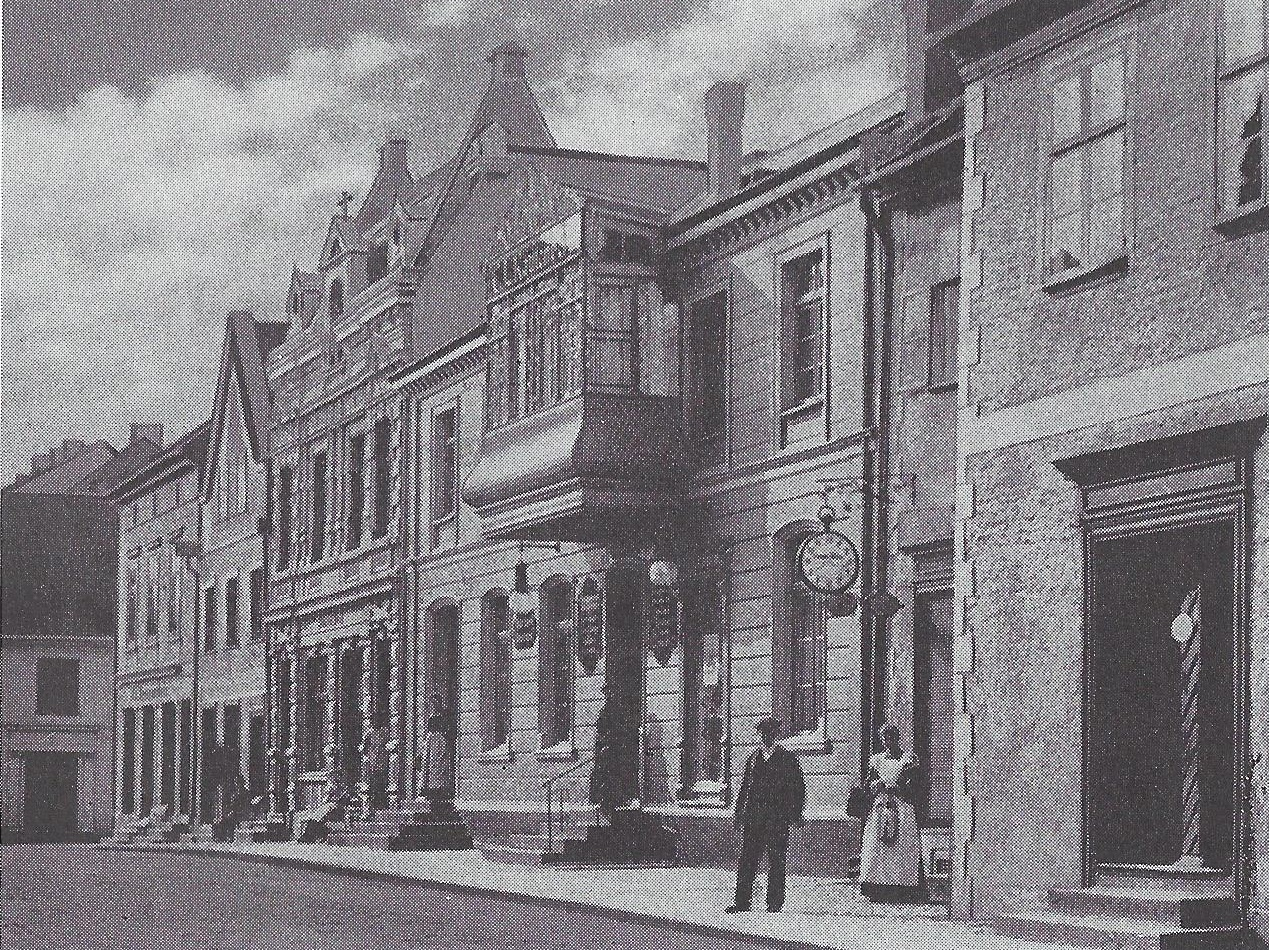
Morąg na początku XX wieku

Od XVIII wieku miasto było siedzibą powiatu. W 1938 miasto zajmowało powierzchnię 7312 m.kw. Podczas II wojny światowej wysiedleni Polacy z Mazowsza byli przetrzymywani w okolicach Morąga jako robotnicy przymusowi. W dniu 23 stycznia 1945 miasto zostało zdobyte przez 10 korpus pancerny Armii Czerwonej, jednak w wyniku walk zostało poważnie zniszczone śródmieście. Po II wojnie światowej w granicach Polski. W czasach Polski Ludowej wybudowano zakłady przemysłu spożywczego, drzewnego i fabrykę materiałów budowlanych, powstało kilkadziesiąt bloków mieszkalnych, osiedle domków jednorodzinnych, trzy szkoły podstawowe, stadion. Do 1975 było siedzibą powiatu morąskiego.
Do końca II wojny światowej w mieście istniał zbór baptystyczny, który posiadał kościół przy Reibnitzweg 4 (obecnie: ul. Kajki 4)
W Morągu stacjonował 19 Dywizjon Rakiet Taktycznych oraz 16 Pomorsko-Warmińska Brygada Zmechanizowana, którą zlikwidowano z końcem 2008.
Od maja 2010 w mieście stacjonują amerykańscy żołnierze 5 batalionu wchodzącego w skład 7 pułku artylerii obrony powietrznej (Rough Riders) obsługujący bazę rakiet Patriot.

### Ludność Morąga na przestrzeni lat
| Dane historyczne | Dane historyczne | Dane historyczne |
| Rok              | Ludność          | Zm., %           |
| ---------------- | ---------------- | ---------------- |
| 1843             | 2770             | –                |
| 1890             | 3776             | 36,3%            |
| 1900             | 4025             | 6,6%             |
| 1910             | 4147             | 3%               |
| 1925             | 4934             | 19%              |
| 1933             | 5422             | 9,9%             |
| 1950             | 5702             | 5,2%             |
| 1960             | 8303             | 45,6%            |
| 2010             | 13 895           | 67,3%            |
| [ 24 ] [ 25 ]    |                  |                  |

Ludność Morąga na przestrzeni lat

W czasie epidemii dżumy z lat 1709–1711 w okręgu morąsko-miłakowskim zmarło 860 osób. We wsi, należącej do miasta Morąg, noszącej wówczas nazwę Stary Raj zmarli wszyscy mieszkańcy.
Wraz z rozrostem miasta zburzono dawne wieże oraz bramy miejskie (Brama Polska została rozebrana w 1815). Mury miejskie częściowo ocalały, gdyż wykorzystano je do budowy nowych domów. W ocalałym skrzydle zamku umieszczono szkołę i sąd powiatowy.
W grudniu 2008 według GUS miasto zamieszkiwało 14 147 osób. Gminę Morąg w 2010 zamieszkiwało 24 983 osób.

### Ludzie związani z Morągiem

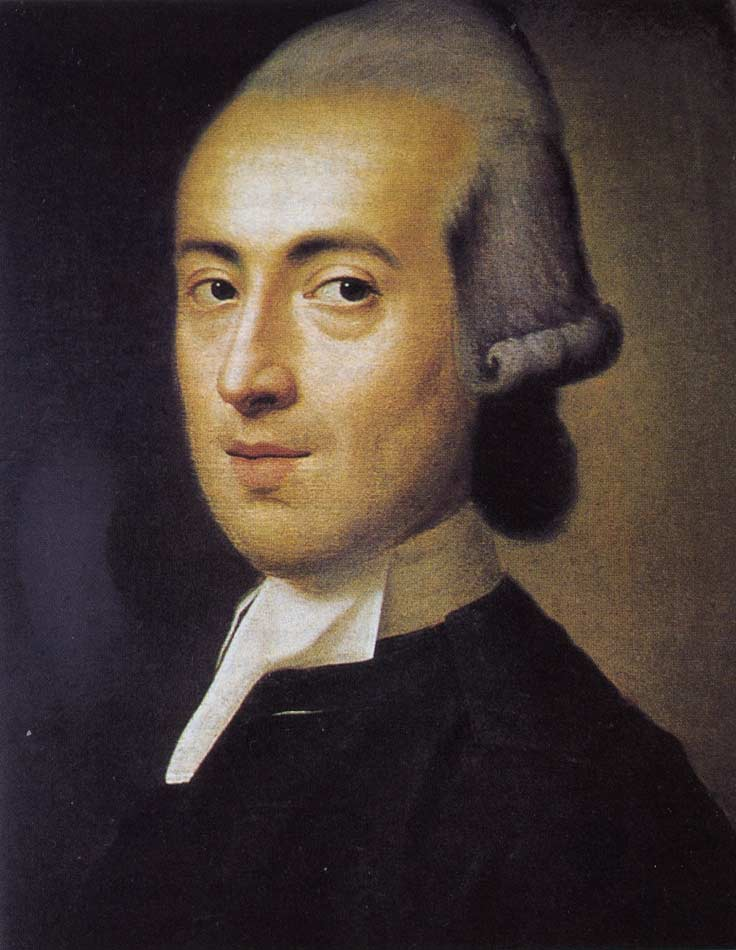
Najwybitniejszy morążanin Johann Gottfried von Herder

W Morągu pracował jako nauczyciel polski duchowny luterański, ks. Wawrzyniec Rast. Tu urodził się, mieszkał i tworzył Johann Herder, wybitny pisarz i filozof niemiecki. W Morągu urodził się także Carl Leopold Lohmeyer, niemiecki farmaceuta, autor pierwszego drukowanego przewodnika po Tatrach (wydanego w Nysie w 1842). Bywał tu również Józef Ignacy Kraszewski, najpłodniejszy polski pisarz, autor Starej Baśni, który w Morągu umieścił akcję wielu swoich książek historycznych. Zmarły w Morągu Zbigniew Nienacki nawiązywał w swoich powieściach do miasta, w morąskim Ratuszu rozgrywa się ważny wątek powieści Pan Samochodzik i Niewidzialni. Reinhold von Thadden, prostestant, członek kościoła wyznajęcego, założyciel powojennego Kirchentag urodził się w Morągu.
W Morągu wychował się i mieszka znany polski raper Szpaku. Z miastem związany jest również zespół Mejk.

## Zabytki
- Gotycki ratusz, zbudowany 1444 Zniszczony w późniejszych pożarach, poddany renowacji i przywrócony do użytkowania. Obecnie (2009) mieszczą się w nim siedziby organizacji pozarządowych.
- Pałac Dohnów zbudowany w latach 1562–1571 przez Achacego Dohnę, przebudowany w stylu barokowym w latach 1717–1719. Zniszczony w 1945 i odbudowany w latach 70. XX wieku. Obecnie mieści się w nim Muzeum Warmii i Mazur im. J.G. Herdera.
- Fragmenty miejskich murów obronnych i baszt z XIV wieku
- Pozostałości zamku krzyżackiego rozebranego w 1815. Obecnie w trakcie odbudowy i udostępniony do zwiedzania.
- Gotycki kościół parafialny pw. św. św. Piotra i Pawła z 1303–1331.
- Zabytkowe wieże ciśnień
- cerkiew prawosławna św. Włodzimierza z około 1920?, dawna kaplica ewangelicka, położona w obrębie cmentarza tego wyznania
- cmentarz żydowski założony w XIX wieku

Wybrane zabytki miasta
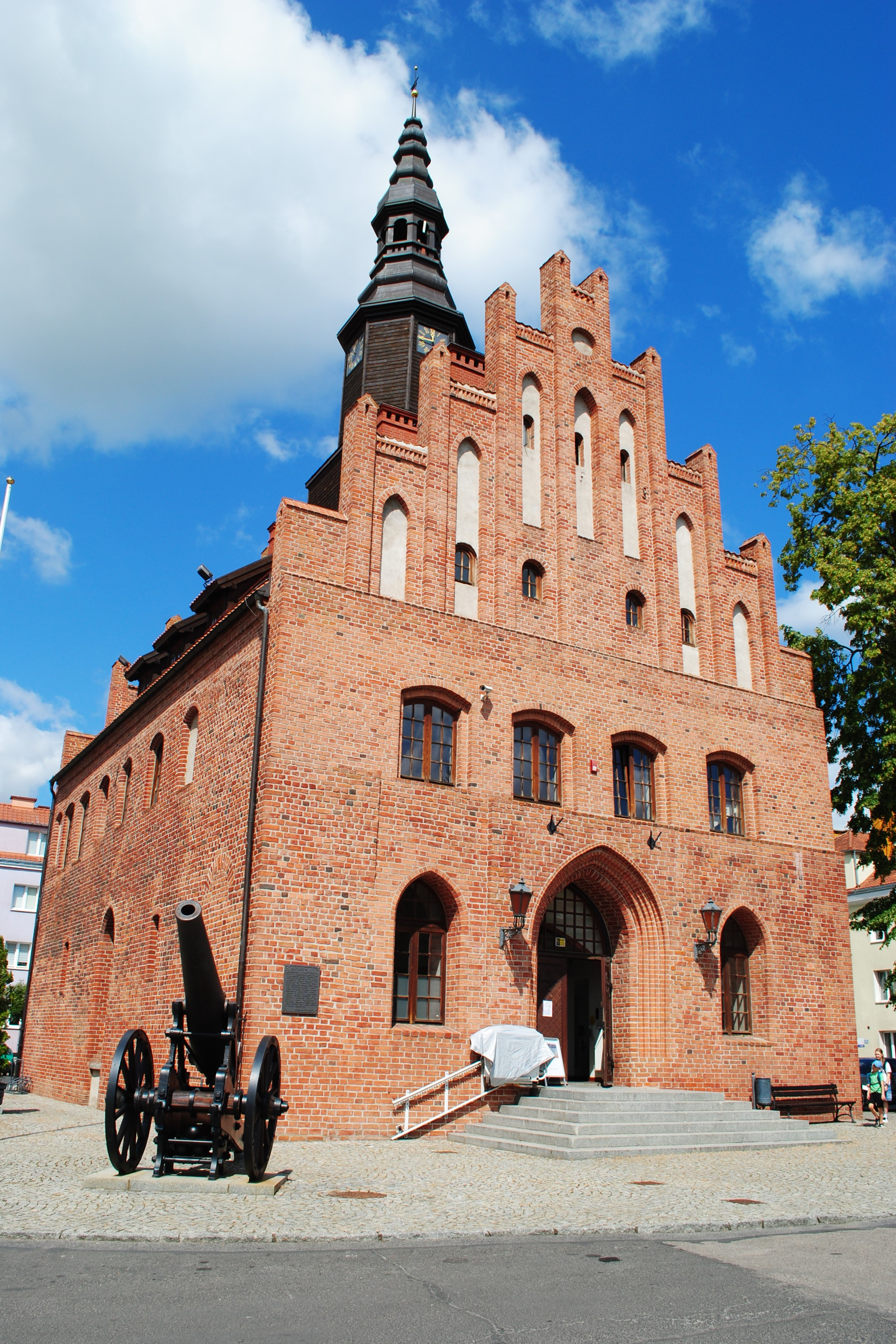
Ratusz
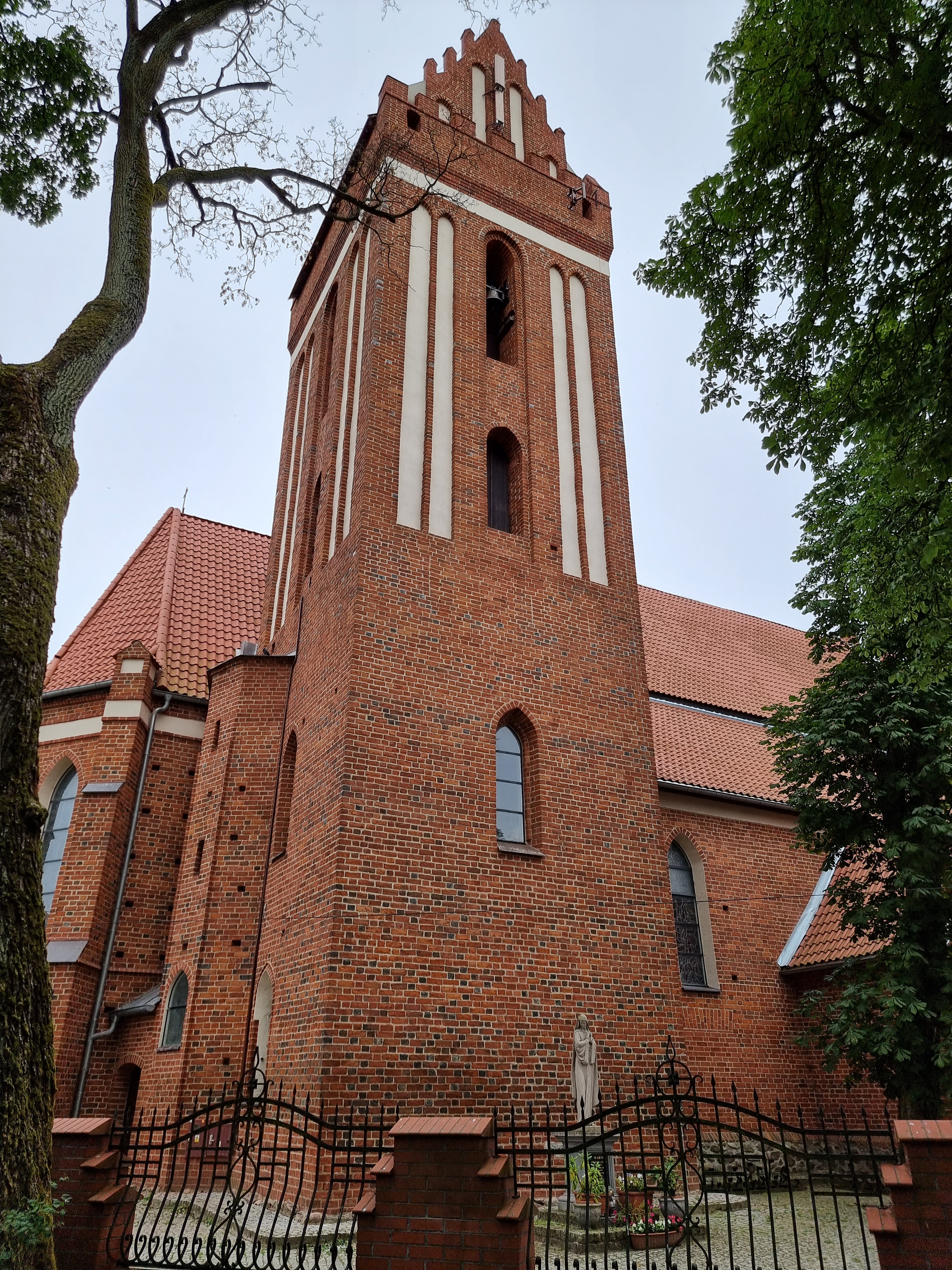
Kościół św. św. Piotra i Pawła
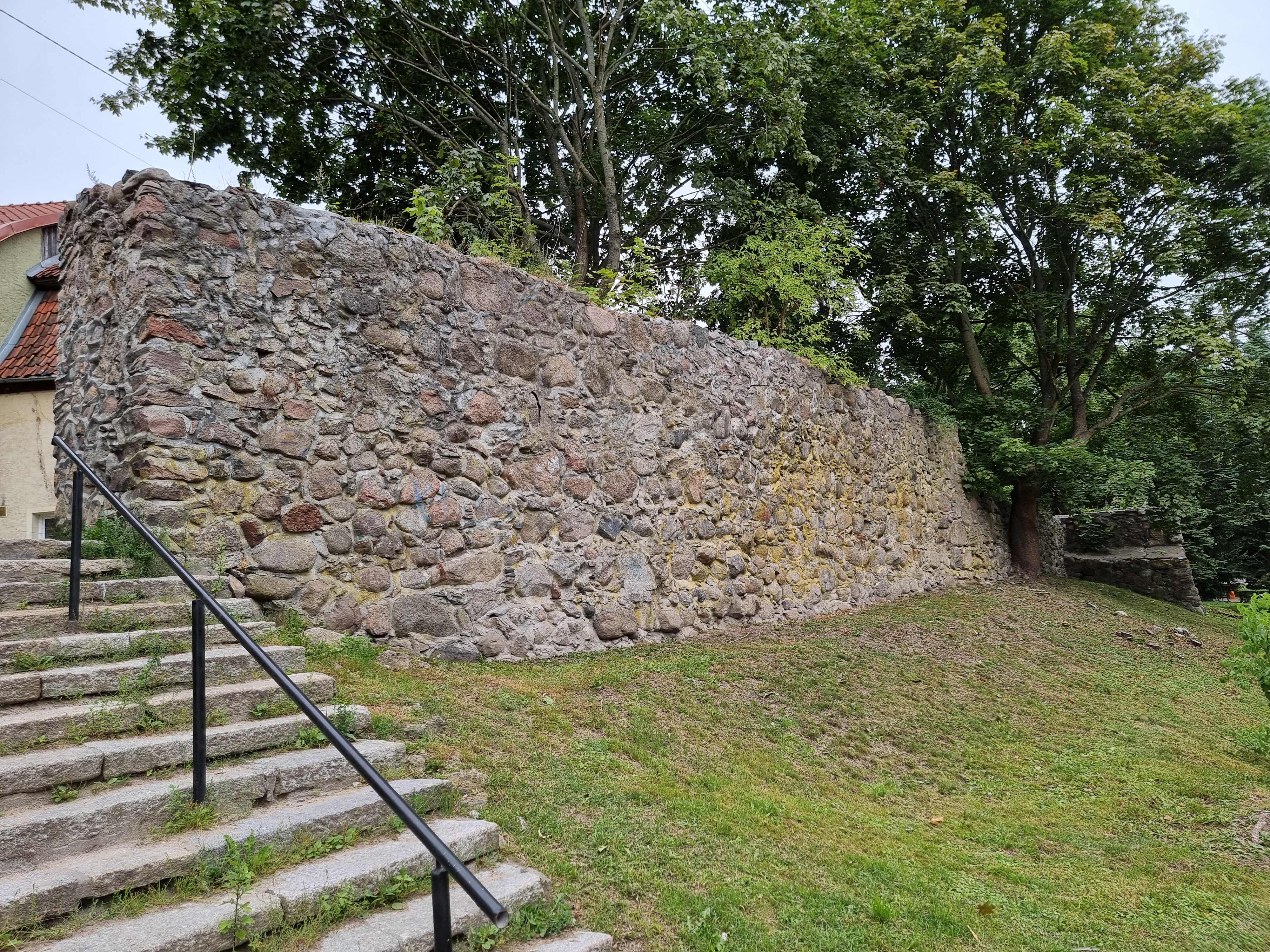
Mury miejskie
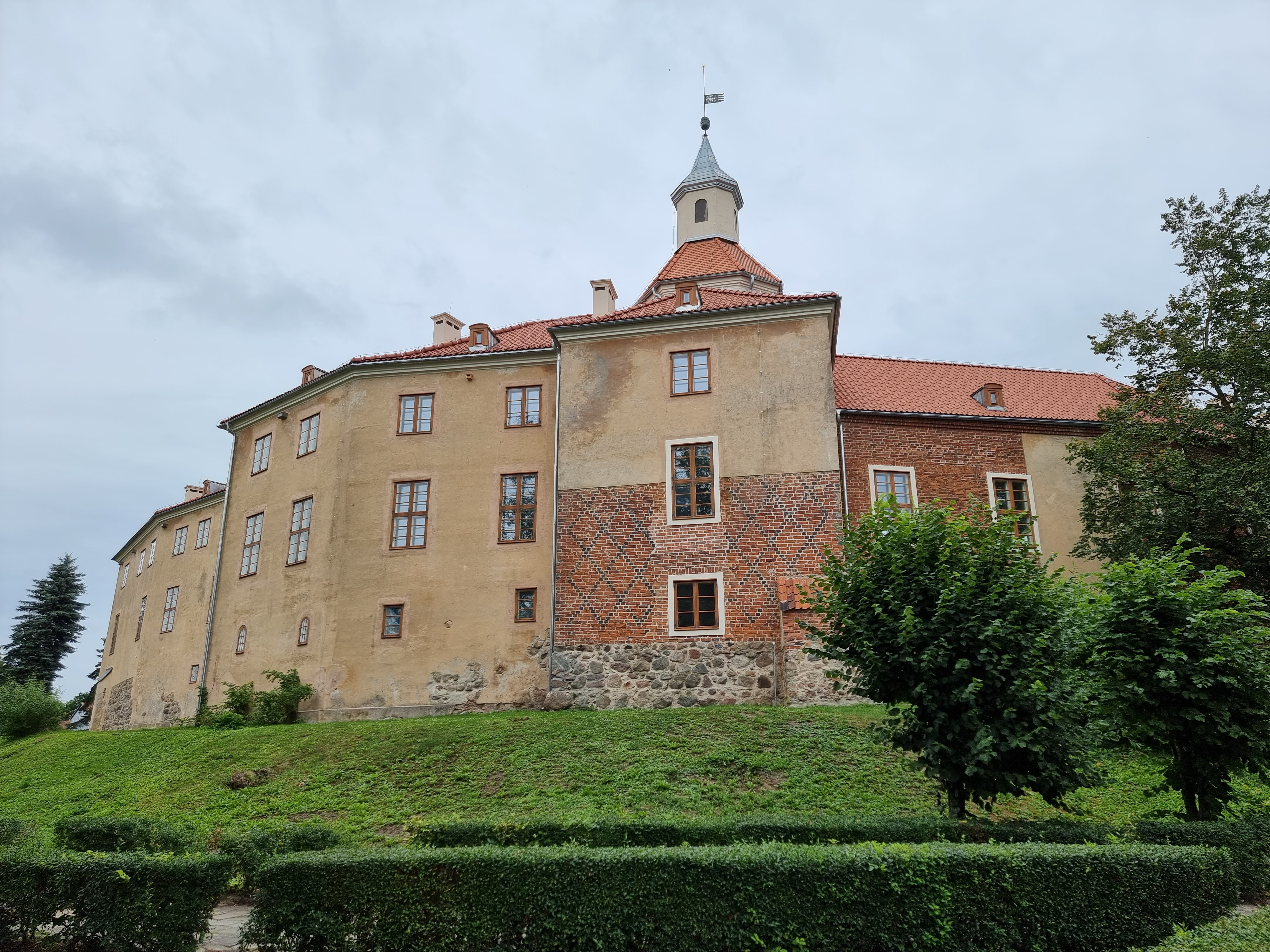
Pałac Dohnów
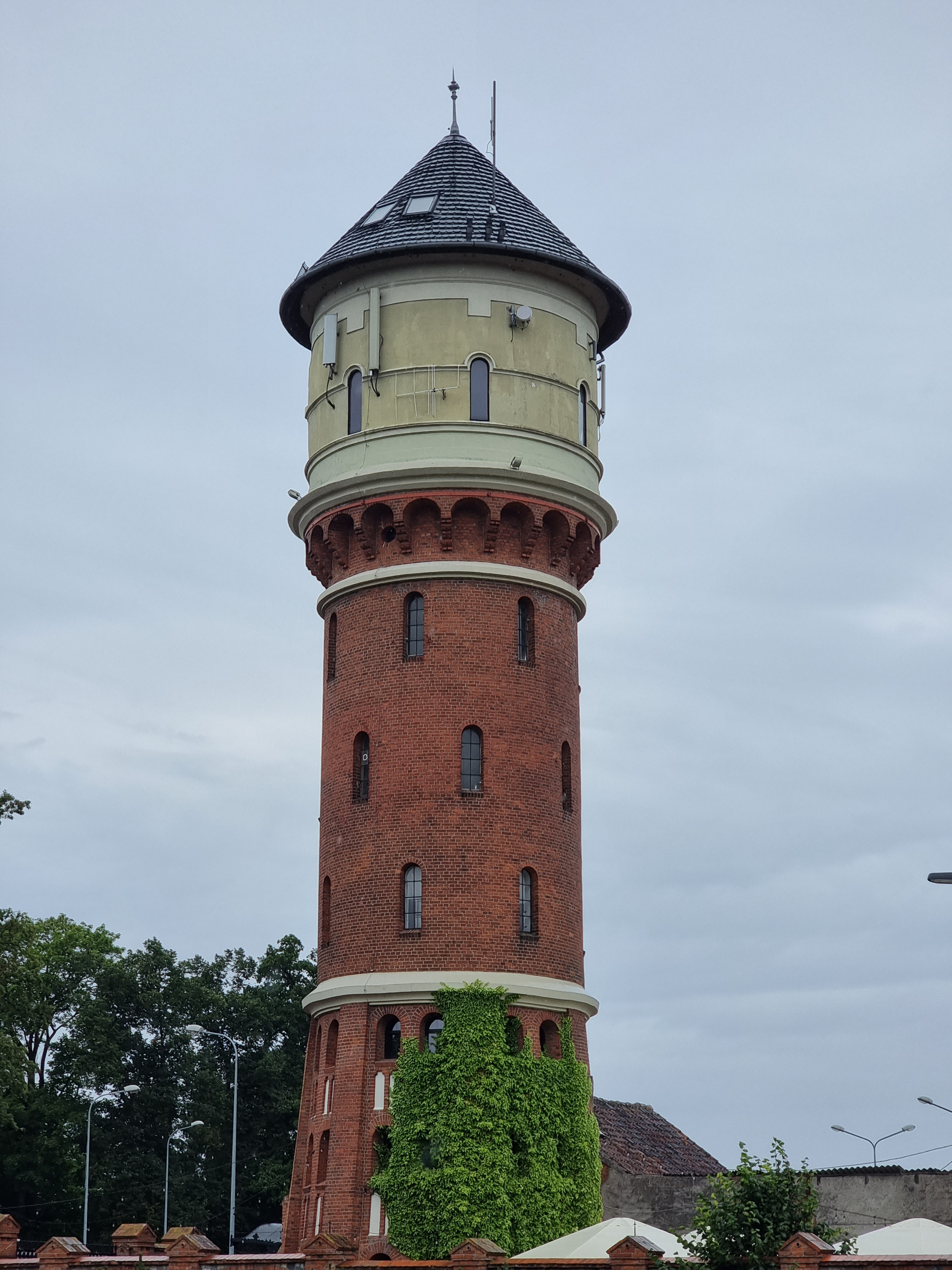
Wieża ciśnień

## Geografia

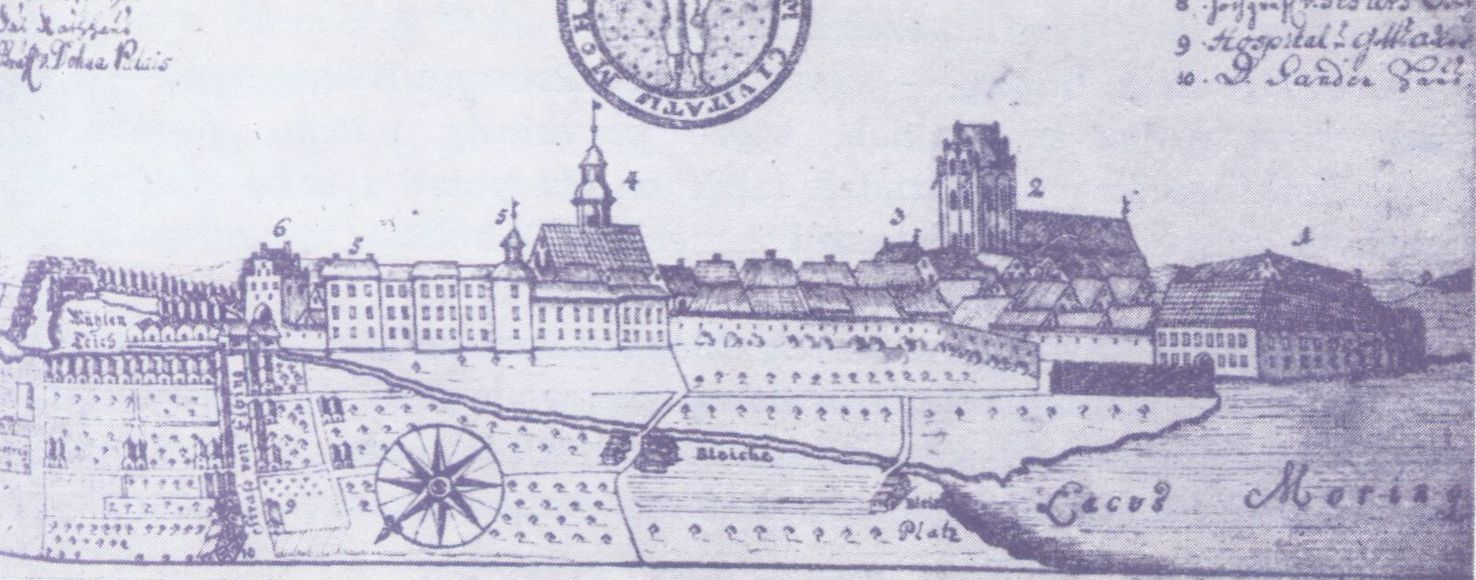
Rycina przedstawiająca panoramę Morąga

Położenie Morąga na szlaku komunikacyjnym oraz bliskość Polski, spowodowała napływ ludności polskiej do miasta już od wieku XVI. W wieku XVII Bramę Ostródzką zwano także Bramą Polską, natomiast przedmieście, które powstała za tą bramą (wzdłuż drogi do Ostródy i Olsztyna) nazywane było Polskim Przedmieściem.
W 1867 prywatny właściciel – za zgodą władz miasta – osuszył Jezioro Morąskie, znajdujące się z południowej strony miasta. Tym samym powstało Rozlewisko Morąskie.

## Demografia

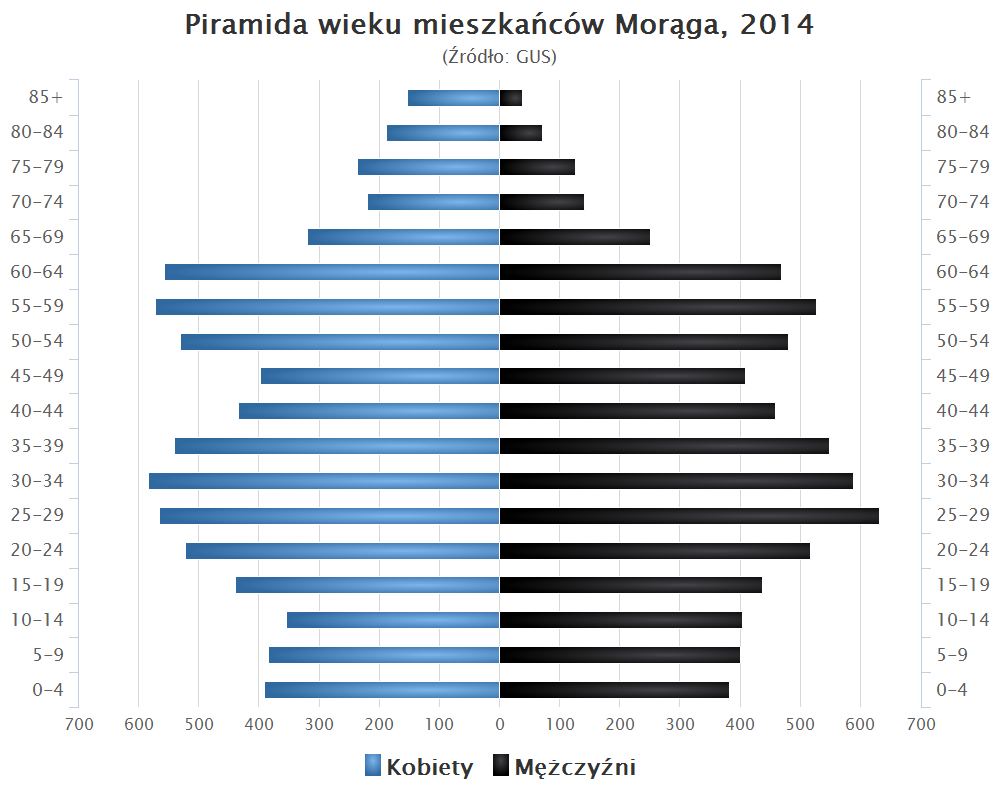
Piramida wieku mieszkańców Morąga w 2014

## Transport
W Morągu działa dworzec kolejowy, na którym zatrzymują się pociągi PKP Intercity oraz Przewozów Regionalnych, a także przystanek osobowy Morąg Kolonia obsługiwany przez Przewozy Regionalne. Z Morąga można dojechać bezpośrednio m.in. do Warszawy, Szczecina, Koszalina, Słupska, Gdyni, Sopotu, Gdańska, Tczewa, Malborka, Elbląga, Pasłęka, Olsztyna, Kętrzyna, Giżycka, Ełku oraz Białegostoku. Dawniej kursował także bezpośredni pociąg do Ostródy oraz Ornety. Ostatni przejazd na tej trasie odbył się 30 czerwca 1992. W późniejszym czasie nieużywana linia została rozebrana.
W mieście funkcjonują prywatne linie autobusowe, które zapewniają częste połączenia z Olsztynem i Ostródą, rzadsze z Miłomłynem, Miłakowem, Wenecją, Zalewem, Braniewem, Ornetą, Elblągiem, Gdańskiem i innymi miejscowościami.

## Stowarzyszenia i fundacje
- Lokalna Organizacja Turystyczna „Kraina Nieodkrytych Tajemnic”
- Fundacja Pogezania
- Stowarzyszenie Ludności Niemieckiej Herder
- Związek Ukraińców w Polsce oddział Morąg
- Związek Harcerstwa Polskiego- Hufiec Morąg
- Morąscy Posiadacze Motocykli „MPM”
- Morąskie Stowarzyszenie Motocyklowe „Szerszeń”
- Morąskie Bractwo Historyczne „Mawrin”
- Morąskie Stowarzyszenie Biegowe „Finisz Morąg”
- Stowarzyszenie „Morąg aktywnie”

## Media lokalne
- Telewizja lokalna „TV Morąg” – program emitowany w sieci telewizji kablowej Vectra
- Tygodnik „Gazeta Morąska” – wydawany na terenie gmin Morąg, Miłakowo, Zalewo.
  - portal informacyjny morag.wm.pl – witryna internetowa „Gazety Morąskiej”
- portal informacyjny mediagroupinfo.pl.

## Wspólnoty religijne

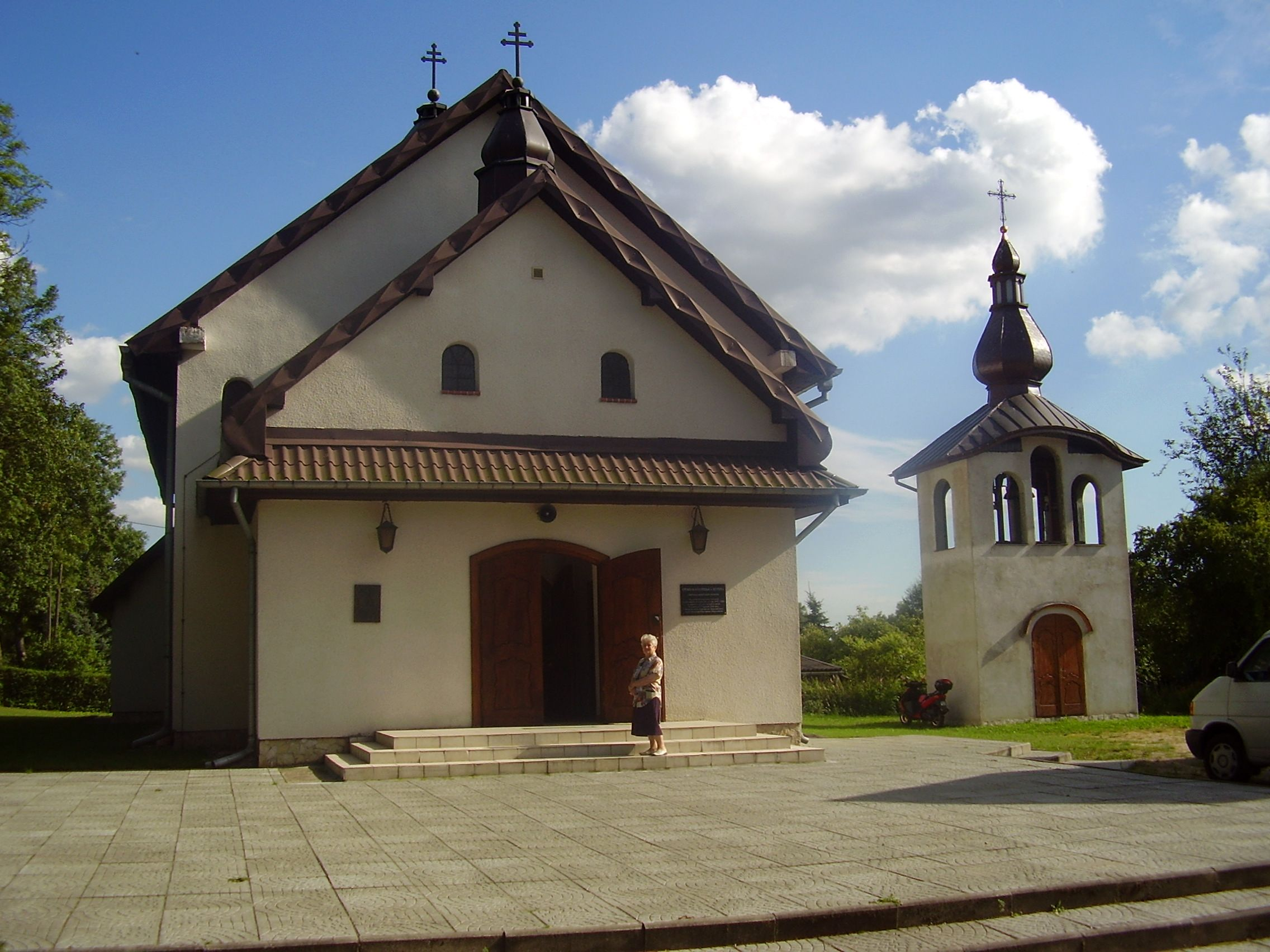
Greckokatolicka cerkiew św. Jerzego

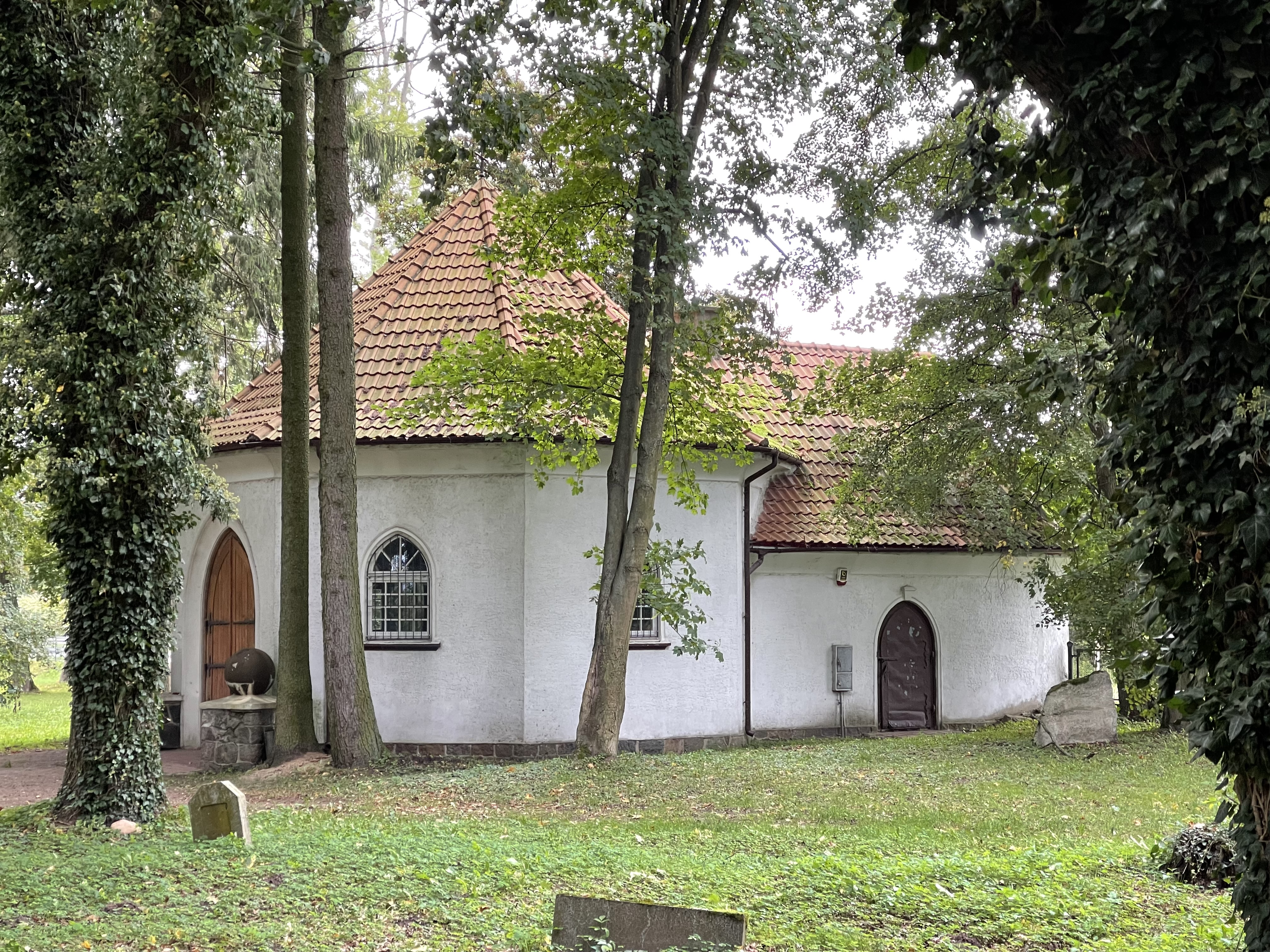
Cerkiew prawosławna św. Włodzimierza, współużytkowana przez ewangelików

Na terenie Morąga działalność religijną prowadzą następujące Kościoły i związki wyznaniowe:
- Kościół Ewangelicko-Augsburski w RP:
  - filiał Morąg parafii w Ostródzie[30]
- Kościół greckokatolicki:
  - parafia św. Jerzego[31]
- Kościół rzymskokatolicki:
  - parafia św. Józefa[32]
  - parafia bł. Michała Kozala[32]
  - parafia Trójcy Przenajświętszej[32]
  - parafia wojskowa św. Królowej Jadwigi[33]
- Kościół Zielonoświątkowy w RP:
  - zbór „Syloe”[34]
- Polski Autokefaliczny Kościół Prawosławny:
  - filia parafii św. Mikołaja w Ornecie[35]
- Świadkowie Jehowy:
  - zbór Morąg-Południe[36]
  - zbór Morąg-Północ (Sala Królestwa ul. Śląska 8)[36][37].

## Sport

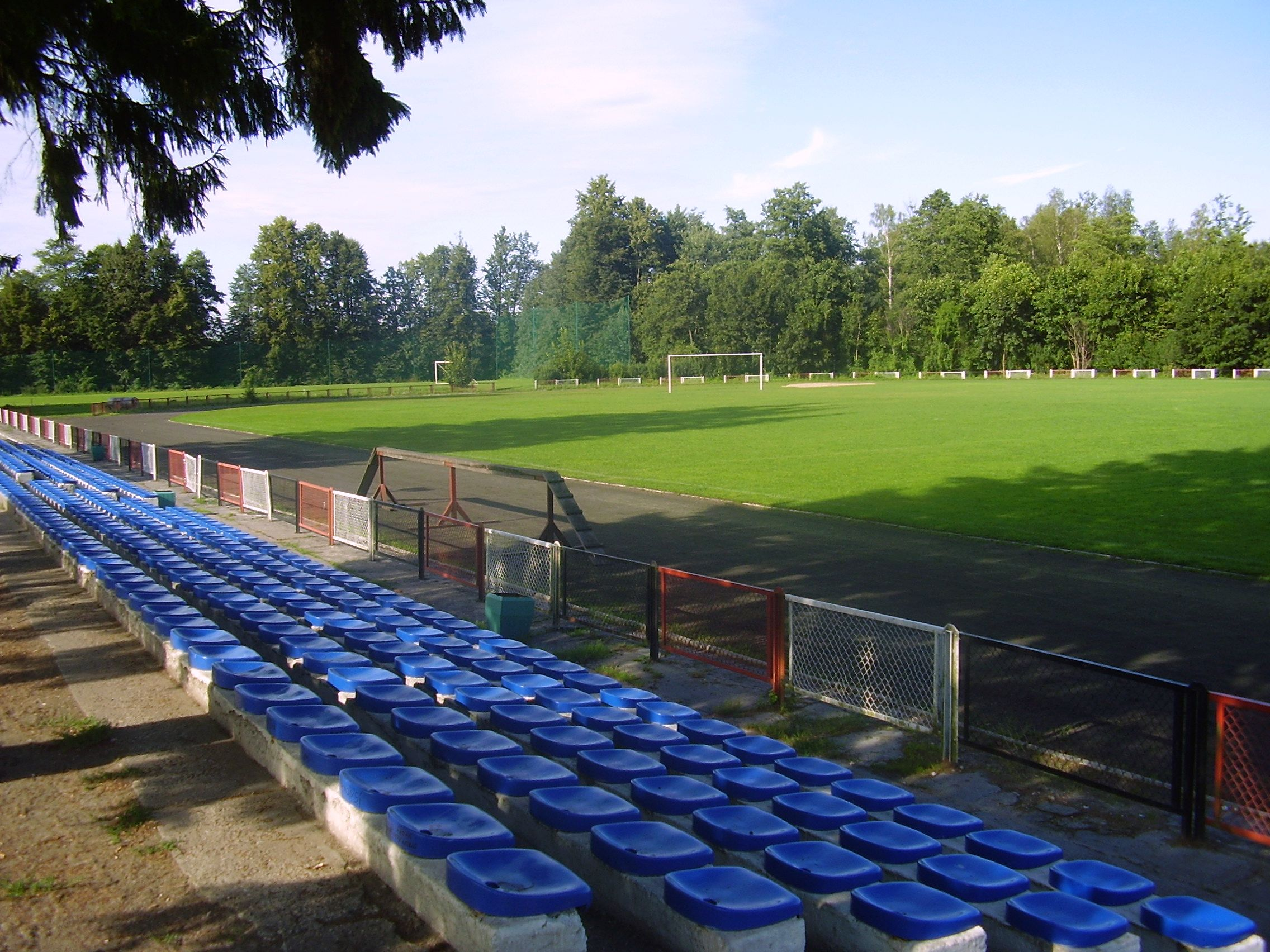
Stadion miejski

W Morągu większość sportowców uprawia swoje dyscypliny w wielosekcyjnym klubie – Huragan Morąg.
Klub ten zajmuje się następującymi dyscyplinami: piłka nożna, piłka koszykowa, piłka ręczna, piłka siatkowa kobiet, piłka siatkowa mężczyzn, szachy, tenis stołowy, tenis ziemny, lekkoatletyka, brydż sportowy. Sport uprawia się także w uczniowskich klubach sportowych „UKS” taekwondo, a także stowarzyszeniach np. Morąski Klub żeglarski Keja.
Od kwietnia 2013 działa Morąskie Stowarzyszenie Biegowe „Finisz Morąg” zrzeszające biegaczy, którego celem jest promocja aktywnego stylu życia oraz upowszechnianie biegania jako najprostszej formy ruchu. Finisz Morąg jest organizatorem wielu imprez sportowych na terenie Gminy Morąg (między innymi Grand Prix „Cztery pory roku” lub „przebiegnij kilometr, zdobądź złotówkę” podczas akcji WOŚP). MSB Finisz organizuje akcje charytatywne, wspólne treningi oraz wyjazdy na zawody sportowe.

## Turystyka

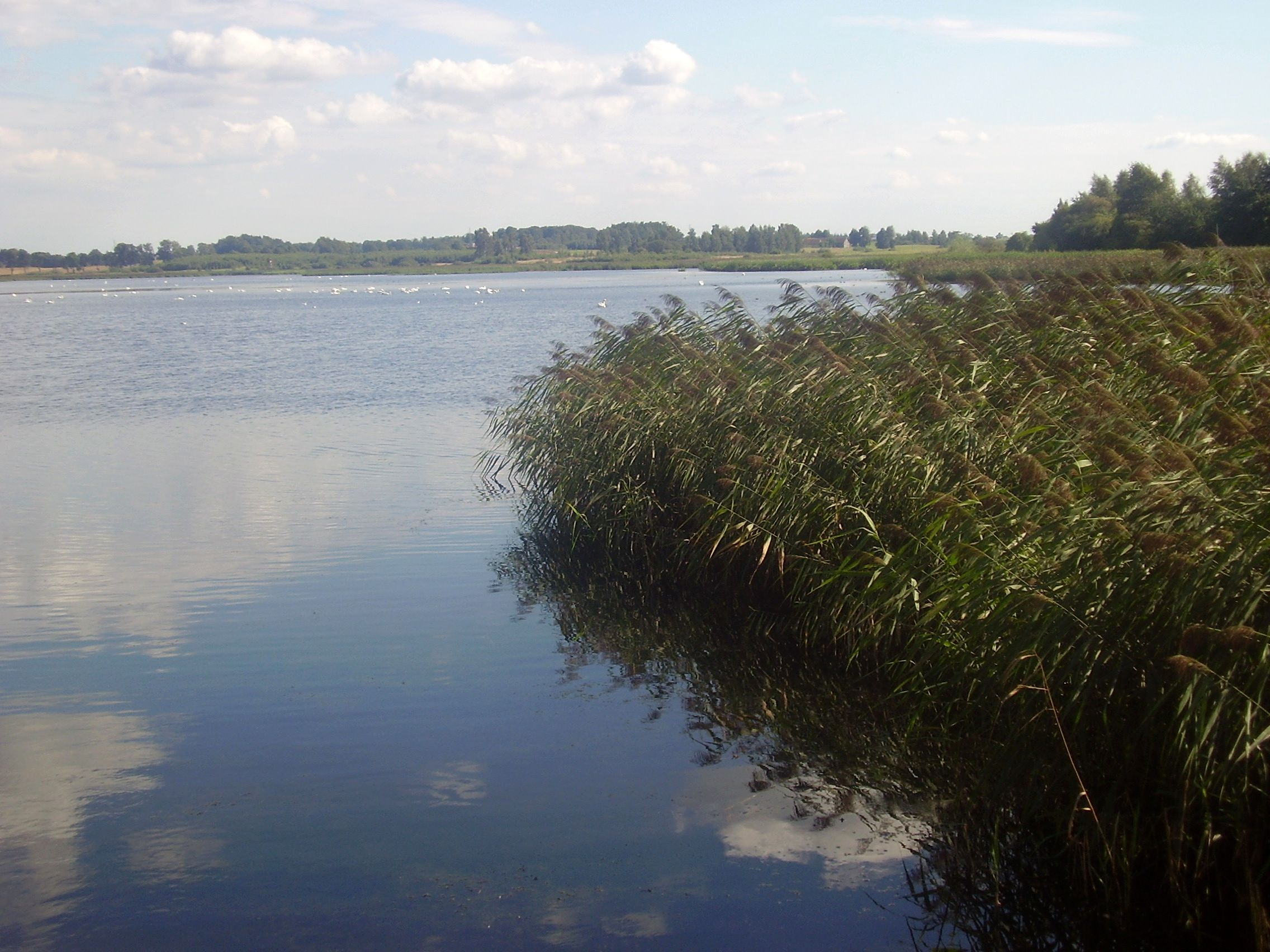
Ostoja ptactwa wodnego

Baza turystyczna to głównie ośrodki wypoczynkowe i prywatne domki letniskowe na półwyspie nad jeziorem Narie, w Kretowinach, a także ośrodki wypoczynkowe i prywatne kwatery w Bogaczewie, hotele  Hotel Elektor na Starym Mieście w centrum przy Ratuszu Morąg (przy miejskim stadionie), Irena (u wylotu na Olsztyn, Kretowiny), oraz kwatery prywatne.

### Atrakcje turystyczne

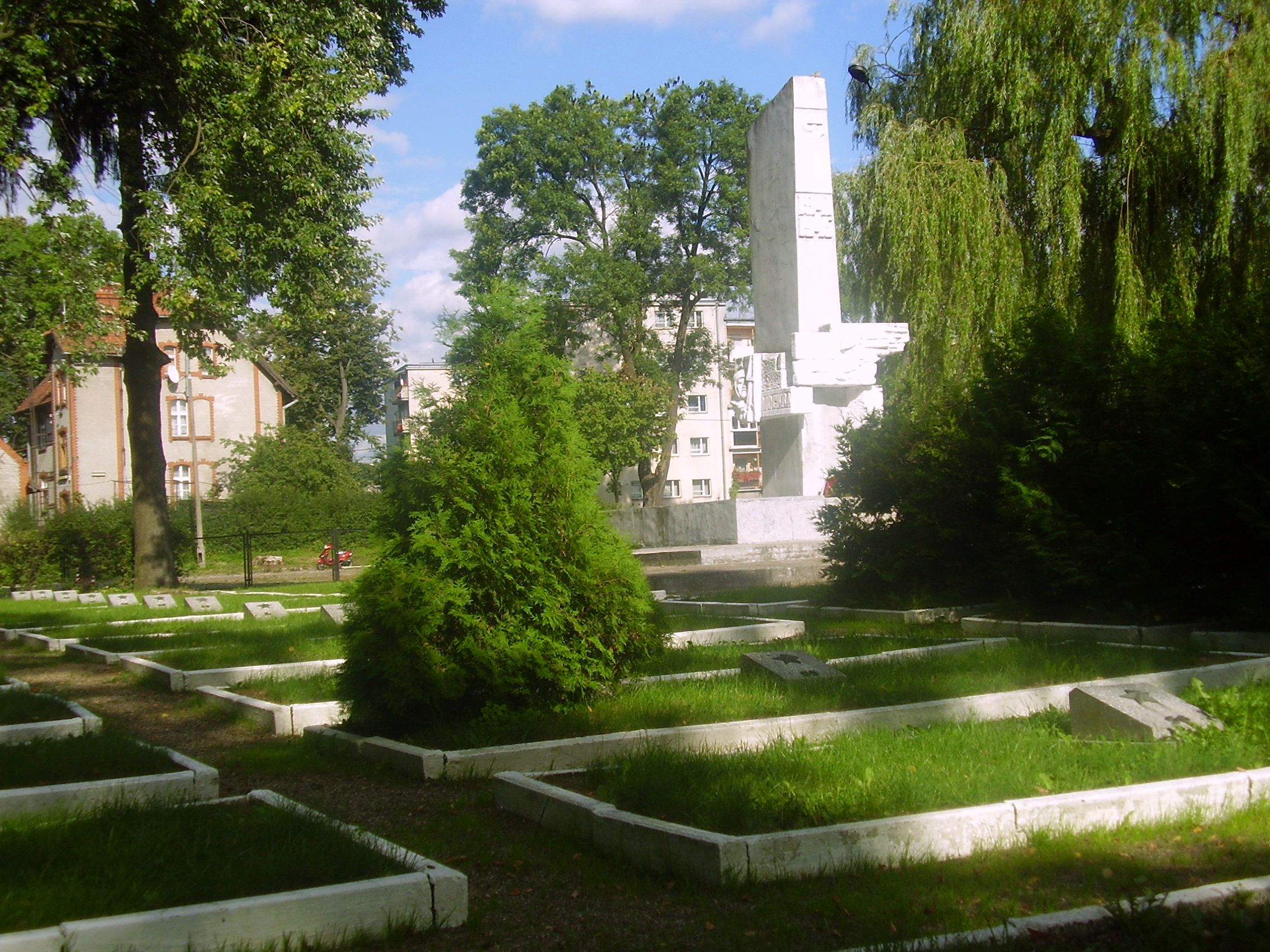
Cmentarz żołnierzy Armii radzieckiej

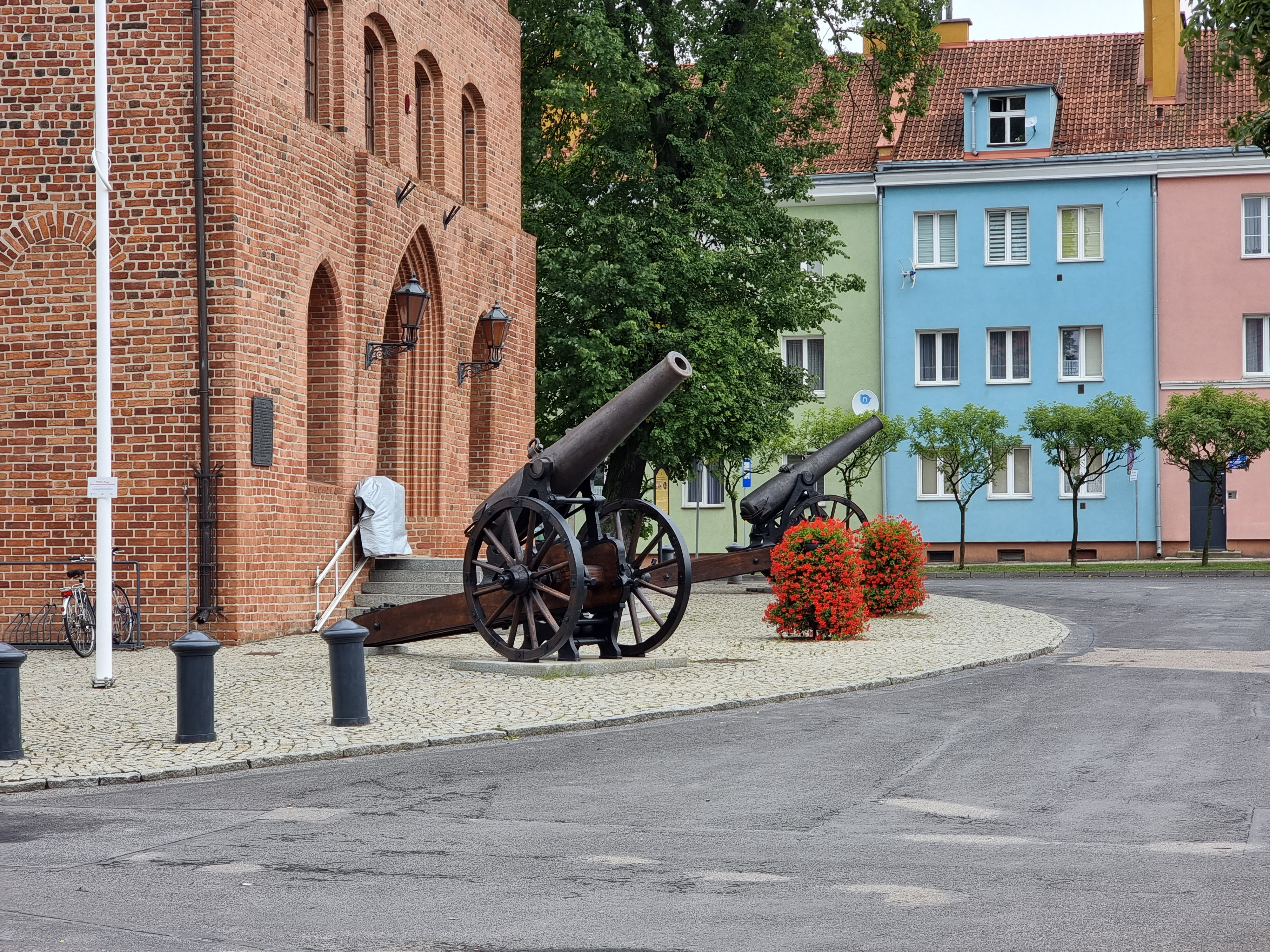
Armaty z wojny francusko-pruskiej 1870–1871 przed morąskim ratuszem

- Punkt informacji turystycznej mieści się w ratuszu miejskim.
- Domy i kamieniczki z XIX i początku XX w.
- Fragmenty murów miejskich i baszt z XIV w.
- Kirkut – cmentarz dawnej morąskiej gminy żydowskiej, która rozwiązała się po dojściu Adolfa Hitlera do władzy.
- prawosławna cerkiew pw. św. Włodzimierza przy ul. Jana Henryka Dąbrowskiego 2. Jest to świątynia filialna parafii św. Mikołaja w Ornecie. Użytkowana też przez wyznawców Kościoła Ewangelicko-Augsburskiego (filiał parafii w Ostródzie). Zbudowana ok. 1920 jako kaplica cmentarna, położona na starym cmentarzu ewangelickim.
- Cmentarz żołnierzy armii radzieckiej
- Cmentarze katolickie
- Gotycki kościół św. Apostołów Piotra i Pawła z początku XIV w.
  - późnogotycka polichromia, odkryta podczas prac konserwatorskich
  - wyposażenie barokowe i rokokowe
  - drewniany krucyfiks z XIV w.
  - epitafia Dohnów
  - barokowy ołtarz główny z 1690 (pełna konserwacja w latach 2002–2006, przeprowadzona przez Małgorzatę Birezowską i Annę Szymańską)[38]
  - rzeźbione organy z 1705
- Jeziora Skiertąg (Klasa czystości: bardzo zanieczyszczona)[39] i Narie (zaliczane do II klasy czystości oraz do I kategorii podatności na degradację)[40]
- Ostoja ptactwa wodnego Rozlewisko Morąskie (użytek ekologiczny, dawna nazwa Jezioro Morąskie) z gniazdującymi na niej 150 gatunkami ptaków. Wokół użytku wiedzie ścieżka edukacyjna z dwiema ambonami do obserwacji ptaków.
- Zamek krzyżacki z 1. połowy XIV wieku prawdopodobnie posadowiony na miejscu byłej pruskiej strażnicy (w trakcie odbudowy)
- Renesansowy pałac Dohnów z lat 1562–1570, a w nim Muzeum im. J.G. Herdera.
- Mury obronne i baszty z 1717
- Rynek z odbudowanym ratuszem gotyckim z około 1444
- Armaty pochodzące z wojny francusko-pruskiej.
- Trzy wieże ciśnień.
- Ośrodki wypoczynkowe nad jeziorem Narie – Kretowiny, Bogaczewo
- Morąska Izba Pamięci Historycznej w ratuszu miejskim
- Pomnik Johanna Gottfrieda Herdera

### Morąskie szlaki rowerowe
szlak czerwony: długość 37,2 km. Morąg › Bogaczewo › Gulbity › Niebrzydowo Wielkie › Naryjski Młyn › Roje › Ponary › Boguchwały › Wilnowo › Lusajny Małe › Kretowiny › Dury › Morąg.
 szlak niebieski: długość 36,5 km. Morąg › Raj › Lubin › Bożęcin › Ruś › Prośno › Tarda › Bartężek › Słonecznik › Wenecja › Kudypy › Jędrychówko › Morąg.
 szlak zielony: długość 40,3 km. Morąg › Nowy Dwór › Chojnik › Kępa Kalnicka › Kalnik › Złotna › Markowo › Strużyna › Jurki › Morąg.

## Współpraca międzynarodowa
- Velbert, Niemcy